# Mariantów (Słupca)
Pour les articles homonymes, voir Mariantów.
Mariantów (prononciation : [maˈrjantuf]) est un village polonais de la gmina de Zagórów dans le powiat de Słupca de la voïvodie de Grande-Pologne dans le centre-ouest de la Pologne.
Il se situe à environ 6 kilomètres au sud-est de Zagórów (siège de la gmina), à 18 kilomètres au sud-est de Słupca (siège du powiat) et à 76 kilomètres au sud-est de Poznań (capitale régionale).

## Histoire
De 1975 à 1998, le village faisait partie du territoire de la voïvodie de Konin.

Depuis 1999, Mariantów est situé dans la voïvodie de Grande-Pologne.